# Néstor Perlongher
Néstor Osvaldo Perlongher (Avellaneda, 25 de diciembre de 1949-San Pablo, 26 de noviembre de 1992) fue un poeta, escritor, periodista, sociólogo y militante LGBT argentino, radicado en Brasil desde 1982.
Fue uno de los fundadores y referente principal del Frente de Liberación Homosexual argentino, una de las primeras organizaciones LGBT del mundo, además de ser conocido como uno de los poetas más provocativos de la literatura argentina debido a lo explícito y la sensibilidad de sus poemas. Entre sus obras más destacadas se encuentra el poema épico «Cadáveres», en el que denuncia los crímenes de lesa humanidad perpetrados por la última dictadura militar argentina, escrito durante su exilio a Brasil en 1981.

## Biografía

### Primeros años
Néstor Osvaldo Perlongher nació en Avellaneda, el 24 de diciembre de 1949. De padre taxista y madre costurera, desde joven se interesó por la poesía y los libros. Estudió Letras y luego Sociología, en la Universidad de Buenos Aires, donde comenzó a simpatizar con las ideas del Partido Obrero. Nunca ocultó su homosexualidad ni cierto "aspecto femenino" que mostraba. Su abierta sexualidad incomodó a su familia, que incluso despreciará al futuro poeta al extremo de echarlo de su hogar. Sin embargo, esto afirmó aún más su personalidad y las ideas por las que vivió.
Un ejemplo de ello fue cuando trabajaba en una consultora realizando encuestas en barrios de gran vulnerabilidad social: según comentan algunos de sus más allegados, Perlongher volvía a su casa de madrugada en tacos altos y tapado de piel sintética.En 1958 bajo el régimen de Arturo Frondizi en el marco del Plan Conintes y el aumento de la represión hacia la homosexualidad seria detenido por la policía federal durante 45 días junto a otros activistas homofilos cómo Zelmar Acevedo, Sergio Pérez Álvarez, Héctor Anabitarte, Marcelo Benítez y Jorge Giacosa muchos de los cuales sufrirían torturas.

### Militancia en el Frente de Liberación Homosexual
Fue a principios de los años setenta cuando Néstor comenzó a militar en el Partido Obrero de orientación trotskista. Sin embargo, fue rechazado al poco tiempo porque el Partido no admitía integrantes homosexuales. 
En 1973 se uniría al peronismo revolucionario junto con otros intelectuales de tendencia troskista para apoyar la fórmula presidencial del Frejuli. Sin embargo, seguiría siendo rechazado por los movimientos revolucionarios partidistas. 
Tras la amarga experiencia, se volvió anarquista; al tiempo, conoció a un grupo denominado como Frente de Liberación Homosexual, llegando a ser uno de sus principales referentes. Este frente llegó a tener entre sus filas a personalidades que destacarían en la literatura como el novelista Manuel Puig, el sociólogo Juan José Sebreli y el escritor Blas Matamoro. Perlongher se oponía al discurso clásico de la comunidad gay y a la institucionalización de la homosexualidad. Para él, el marica, la loca, era la gran figura contracultural que le daba batalla al machismo histórico enquistado. Por este posicionamiento anti-institucional, recibía el apodo de "arengador-anarco-queer". En 1975 publica su primer libro de cuentos llamado Evita vive y otras prosas, el cual despertó una gran polémica entre peronistas y otros sectores, ya que el cuento que le da título al libro ficcionaliza una Evita compañera de prostitutas.
En enero de 1977 fue detenido y procesado penalmente; la detención y enjuiciamiento de Néstor Perlongher también marca el fin de la actividad del FLHA
 así como el comienzo de ese largo silencio de siete años que se instaura en la Argentina sobre el tema.

### Exilio en Brasil y carrera como poeta

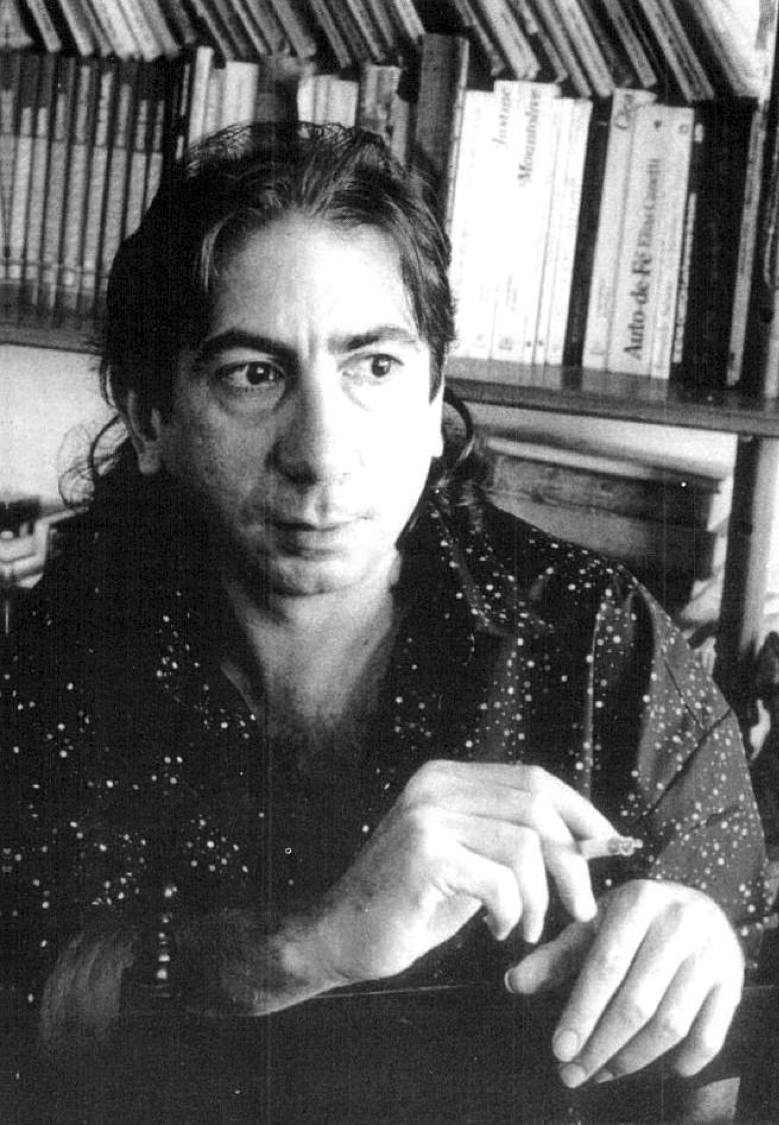
Néstor Perlongher en 1988.

Tras el final del Frente de Liberación Homosexual a mediados de los años 1970, Perlongher mantuvo un bajo perfil, debibo a las constantes amenazas de muerte que recibía por su actividad política y, en parte, por su sexualidad. 
En 1980 comienza su carrera como escritor al publicar su primer libro de poesía titulado Austria-Hungría, a través de la editorial Tierra Baldía. En 1981 se recibió de sociólogo en la Universidad de Buenos Aires y se trasladó a São Paulo, Brasil, debibo a la situación represiva por parte de la dictadura. Es durante el trayecto que hace desde Buenos Aires a Sao Pablo, que escribe el poema «Cadáveres». 
En 1983 colaboró con la revista El Porteño y en 1984 participó de la conformación de la Comisión pro-Libertades Cotidianas, una unión de grupos gays, feministas y anarquistas que, junto a la revista Cerdos y Peces, inició una campaña de firmas exigiendo la derogación de los edictos policiales. En 1985, colaboró en el diario Folha de São Paulo. Realizó su maestría en Antropología social en la Universidad Estatal de Campinas, de la cual también fue profesor en 1985. 
En 1987 publicó su segundo poemario Alambres, en la editorial Último Reino, por el cual recibió el Premio de Literatura Boris Vian. Es aquí dónde Perlongher publica su poema «Cadáveres» en abierta referencia a los desaparecidos durante los setenta. Al año siguiente, editó su tercer poemario Hule y reeditó el cuento Evita vive, que nuevamente fue muy polémico y en el que intervinieron ediles justicialistas y radicales del Concejo Deliberante. Fue criticado fuertemente por dos artículos publicados en la revista Sitio en la que se oponía a la Guerra de las Malvinas, generando nuevamente polémica. Uno de ellos fue titulado Todo el poder a Lady Di.
Entre sus influencias literarias, Perlongher mencionaba a Enrique Molina, Allen Ginsberg, Luis de Góngora, José Lezama Lima, Severo Sarduy y a Osvaldo Lamborghini.

### Últimos años
En 1990, Editorial Sudamericana publicó Parque Lezama. Durante este período, Perlongher se conectó con la religión del Santo Daime y viajó a París para realizar estudios de posgrado sobre sus rituales. Al año siguiente abandonó la tesis en curso, se editó Aguas Aéreas y dictó un curso en el Colegio Argentino de Filosofía titulado Las formas del éxtasis.
Fue animador de la literatura neobarroca rioplatense, un estilo que él denominó «neobarroso» ya que, según su explicación, en esa escritura se fundían el barroco con el barro del Río de la Plata.
El 26 de noviembre de 1992 Néstor Perlongher fallece en San Pablo de una septicemia generalizada producida por el SIDA que padecía desde hacía algunos años. Ese mismo año se publica su último trabajo, El chorreo de las iluminaciones.
Después de su muerte, se ha editado su obra en antologías, reseñas y demás compilaciones como Lamé (1994), una antología bilingüe seleccionada post mortem por el escritor uruguayo Roberto Echavarren o el ensayo Prosa plebeya: ensayos 1980-1992 (1997), de los autores Christian Ferrer y Osvaldo Baigorria, sobre los escritos políticos de Perlongher.
También se publicó la compilación Papeles insumisos (Parabellum, Santiago Arcos Editor, Buenos Aires, 2004), edición de Adrián Cangi y Reynaldo Jiménez, con prólogo de Cangi, que incluye poemas y ensayos hasta ese momento inéditos o dispersos en publicaciones inhallables, así como la totalidad de las entrevistas que se le realizaran en vida; también la edición incluye una serie de cartas dirigidas a Sara Torres (luego incorporadas a la edición, posterior, de la Correspondencia de Perlongher) y varios perfiles sobre Perlongher, con la firma de diversos autores, amigos y lectores principalmente de Argentina, Brasil y Uruguay, como Roberto Echavarren, Tamara Kamenszain, Josely Vianna Baptista, José Kozer, Wilson Bueo, Eduardo Milán, Eduardo Espina, Paula Siganevich y Reynaldo Jiménez.

## Obra

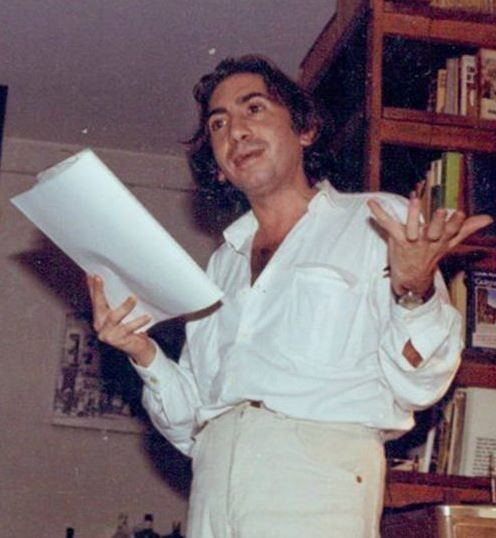
Perlongher en un programa de radio.

### Prosas, cuentos y  ensayos
- 1975: Evita vive y otras prosas
- 1987: O negocio do miché. Prostitução viril em Sao Paulo (La prostitución masculina o El negocio del deseo)[12]
- 1988: El fantasma del sida
- 1997: Prosa plebeya
- 2009: Un barroco de trinchera
- 2004: Papeles insumisos
- 2015: Correspondencia

### Poesía
- 1980: Austria-Hungría
- 1987: Alambres
- 1989: Hule
- 1990: Parque Lezama
- 1990: Aguas aereas
- 1992: El chorreo de las iluminaciones
- 1994: Lamé
- 1997: Poemas completos